# Weiter … weiter … weiter!
Weiter … weiter … weiter! (russischer Originaltitel: Дальше… дальше… дальше!, in deutscher Transkription: Dalsche… dalsche… dalsche!) ist ein Theaterstück des russischen Dramatikers Michail Schatrow (1932–2010). Seine zentralen Figuren sind Lenin und Stalin.
Sein Untertitel in der deutschen Übersetzung lautet: Version des Verfassers zu den Ereignissen am 24. Oktober 1917 und bedeutend später.
In einer Reihe von Gesprächen im Jenseits diskutieren darin die Hauptgestalten der kommunistischen Bewegung von Anfang des 20. Jahrhunderts und der Großen Sozialistischen Oktoberrevolution Lenin, Stalin, Trotzki, Bucharin, Sinowjew, Kamenew, aber auch Rosa Luxemburg, Kerenski und der weiße General Kornilow und weniger bekannte Akteure die Ereignisse des 24. Oktober 1917, ihre Vorgeschichte und ihre Folgen. Nur wenige Persönlichkeiten von den auftretenden Figuren starben eines natürlichen Todes.
Der Autor bringt in dem Stück Personen miteinander in Kontakt, die so nie miteinander geredet hätten oder geredet haben konnten. Teilweise sind es Personen, die sich nie begegnet sind. Er konfrontiert die Toten mit den Lebenden bzw. Überlebenden, die Täter mit (ihren) Opfern. Frei von Repressalien und ohne den Druck der Realität können sie nun – auf der Theaterbühne – frei zum Ausdruck bringen, was ihre einstigen Motive waren. Zum Teil fließen auch Zitate aus anderen Werken ein, es werden aber auch Dialoge zusammengestellt, die so oder so ähnlich hätten stattgefunden haben können.
Stalin wird in dem Stück heftig von Lenin angegriffen, er wird von einigen seiner Opfer für seine Verbrechen zur Rechenschaft gezogen. Beispielsweise wird er offen mit dem Mord an dem Leningrader Parteiführer Sergei Kirow im Jahr 1934 in Zusammenhang gebracht.
In einer der packendsten Szenen – von Lenin im Stück mit „Bravo, Rosa!“ bejubelt – liest Rosa Luxemburg aus einem ihrer Briefe aus dem Gefängnis vor, der die Bedeutung allgemeiner Wahlen, der Presse- und Versammlungsfreiheit und des freien Meinungskampfes bekräftigt.
Die letzten Zeilen des Stückes lauten nach dem Abgang aller anderen Figuren:

„STALIN Ich möchte mit Ihnen reden, mich aussprechen.

LENIN (schroff) Mit Ihnen habe ich nichts zu bereden. (zum Publikum) Wir müssen weitergehen … Dalsche, Dalsche … Weiter, weiter!

So verharren sie in beträchtlicher Entfernung voneinander. Man wünscht sich sehr, daß Stalin abtritt … Doch vorerst bleibt er noch auf der Bühne.“

## Ausgaben
- Snamja (Знамя), Januar 1988

### Übersetzungen
Friedrich Hitzer hat das Werk bereits kurz nach seiner Erstveröffentlichung (in der in Moskau erscheinenden Literaturzeitschrift Snamja) übersetzt und mit Nachwort und Erläuterungen versehen:
- Michael Schatrow: Weiter … weiter … weiter …; Köln: Kiepenheuer & Witsch 1988 (Aus dem Russischen von Friedrich Hitzer). Deutsche Erstausgabe. ISBN 3-462-01922-8

Eine weitere deutsche Übersetzung stammt von Eckhard Thiele.